# Jeff Schroeder
Jeff Kim Schroeder (4 février 1974 à Los Angeles) est un musicien de rock américain, connu pour être depuis 2007 le guitariste du groupe de Rock alternatif américain les Smashing Pumpkins. Il a remplacé James Iha, cofondateur du groupe, à l'occasion de leur reformation en 2007. 
Le 22 mai 2007, lors du retour sur scène des Smashing Pumpkins, après des années d'absence, il joue pour la première fois en concert avec le nouvel alignement au Grand Rex à Paris. 
Avant cela, il avait également joué au sein du groupe de pink noise pop The Lassie Foundation.